# Pyrausta achoeusalis
Pyrausta achoeusalis là một loài bướm đêm trong họ Crambidae.